# Pelopea (filla de Pèlias)
Segons la mitologia grega, Pelopea (en grec antic Πελόπεια) va ser una filla de Pèlias, rei de Iolcos.
Es deia que, unida amb Ares, va ser mare de Cicne.